# Дженгиш Чокусу
Дженгиш Чокусу (на киргизки: Жеңиш чокусу [dʒeŋiʃ tʃoqusú]), от времето на СССР наричан връх Победа (на руски: Пик Победы), е най-високият планински масив в Тяншанската планинска верига с височина 7439 m.
Намира се на киргизко-китайската граница, в дял Какшаал Тоо - най-високата част на Тяншан, югозападно от езерото Исък Кул.

## Имена
Официалното име на върха на киргизки е Дженгиш Чокусу, което означава „Връх на победата“; руското му име е Пик Победы, което означава същото. На уйгурски името му е Томур, което също така е официалното име на масива в Китай. Китайското име Томур фенг  (опростен китайски 托木尔峰; традиционен китайски 托木爾峰) е комбинация от уйгурското томур, означаващо „желязо“ и китайското фенг, означаващо „връх“.

## Описание
Дженгиш Чокусу е планински масив с множество върхове по протежението на своя хребет. От тях само основният връх минава 7000 метра. Той е разположен на 16 km югозападно от Хан Тенгри (7010 m), като ги разделя южният ръкав на ледника Енгилчек, където обикновено се установяват базовите лагери за двата върха. Масивът се разполага перпендикулярно на ледниците, които тръгват от него на север в три алпийски долини на територията на Киргизстан. Всеки от тях се включва в ледника Енгилчек – най-големият в Тяншан. Основният връх най-често се достига откъм ледника Звьоздачка, който е оцветен в червено от скалите на масива.